# سرباز جهانی ۲: برادران در ارتش
سرباز جهانی۲: برادران در ارتش (به انگلیسی: Universal Soldier II: Brothers in Arms) یک تله‌فیلم آمریکایی به کارگردانی جف وولنو محصول سال ۱۹۹۸ در ژانر علمی تخیلی و فیلم اکشن با بازی مت باتلاگیا، چاندارا وست، جف وینکات و اندرو جکسون است. این فیلم ادامه‌ای بر سرباز جهانی (فیلم ۱۹۹۲) محسوب می‌شود. علی‌رغم داشتن شخصیت‌های مشابه نسخه اصلی، این فیلم هیچ‌کدام از بازیگران قسمت قبلی را ندارد. در همان سال قسمت سوم این اثر ساخته شد. در سال ۱۹۹۹، یکبار دیگر، ژان کلود ون دام، در فیلم سرباز جهانی: بازگشت حضور پیدا کرد؛ که اساساً داستانش به‌طور کلی قسمت‌های قبلی را نادیده گرفت.

## مشروح داستان
در پی رویدادهای فیلم اصلی سرباز جهانی، بودجهٔ برنامهٔ مربوطه از سوی دولت کاهش می‌یابد. با این حال، گروهی از مزدوران به رهبری مشاور امنیتی فاسد، اتو مازور، به دستور یک مدیر مرموز در سیا، کنترل نسل جدیدی از سربازان جهانی را در دست می‌گیرند. مشخص می‌شود که مازور در حال مذاکره برای فروش پنجاه تن از این سربازان به یک مشتری ثروتمند آسیایی است.
در همین حال، لوک دوورو با همراهی خبرنگار ورونیکا رابرتز، که اکنون دوست‌دخترش است، با پدر و مادر خود دوباره ارتباط برقرار می‌کند. ورونیکا از مادر لوک درمی‌یابد که او برادری بزرگ‌تر به نام اریک داشته که گزارش شده بود در ویتنام کشته شده، زمانی که لوک ۹ ساله بوده است، هرچند پیکرش هرگز به کشور بازگردانده نشد. همین موضوع انگیزه‌ای شد برای پیوستن لوکِ جوان به ارتش. لوک بزرگ‌سال با فعال شدن عملکرد فراخوان خودکار، به پایگاه یونیسول‌ها بازمی‌گردد. ورونیکا نیز او را دنبال می‌کند و کشف می‌کند که اریک نیز یکی از یونیسول‌هاست، هرچند روند تبدیل او هرگز کامل نشده و بخش زیادی از ارادهٔ آزاد خود را حفظ کرده است.

## بازیگران
- مت باتلاگیا - لوک دوراکس
- جف وینکات - اریک دیورو
- اندرو جکسون - اندرو اسکات
- اریک بریسون - پترسون
- کوین روشتون - مارتینز
- دزموند کمپبل - کوپر
- مایکل کاپمن - سرهنگ دوم جک کامرون
- گری بیوسی - دکتر اتو مازور
- برت رینولدز - معاون CIA
- ریچارد مکملان - دکتر واکر
- چاندارا وست - ورونیکا رابرتز
- آرون تگر - جان Devereaux
- باربارا گوردون - دانیل دیوره
- کارلا کالینز - لورنزن
- جیمز کی - جاسپر
- فرانک McAnulty - بازاریابی
- دیوار جارد - لوک در ۹
- نویل ادواردز - پورتر
- سوفی بنت - آنی
- لایتون موریسون - محافظ شخصی
- لورن پترسون - محافظ شخصی
- کیم کریستالی -
- داگ موری - جوان دکتر گرگور
- جیمز بیکلی - فرستادن
- قصاب سفت - فرستادن
- مایکل دیزن - فرستادن
- جفری اسمیت - کنترل‌کننده
- روی ت. اندرسون - سر مراسم
- رگ درگر - مزرعه دار
- جولیان ریچینگز - Bix
- جیمز کیم - محافظ سونگ
- سیمون کیم - محافظ سونگ